# دیرزبری
دیرزبری (به انگلیسی: Daresbury) یک روستا و محله مدنی در بریتانیا است که در هالتون واقع شده‌است. دیرزبری ۲۱۶ نفر جمعیت دارد.